# فردیناند هورتر
فردیناند هورتر (آلمانی: Ferdinand Hurter زاده ۱۵ مارس ۱۸۴۴ - درگذشته ۱۲ مارس ۱۸۹۸) یک شیمیدان صنعتی سوئیسی بود که در انگلستان زندگی می‌کرد. وی همچنین در زمینه عکاسی تحقیقات زیادی انجام داده بود.
او در حدود سال‌های ۱۸۷۶ با همکاری وئرو چارلز دری‌فیلد، با اولین امولسیون‌های سیاه و سفید تحقیقات خود را دربارهٔ تأثیر مدت زمان ظهور و میزان نور را در میزان به وجود آمدن ذرات نقره متالیک انجام داد که منجر به پایه‌گذاری بحث منحنی‌های سانسیتومتری گردید.

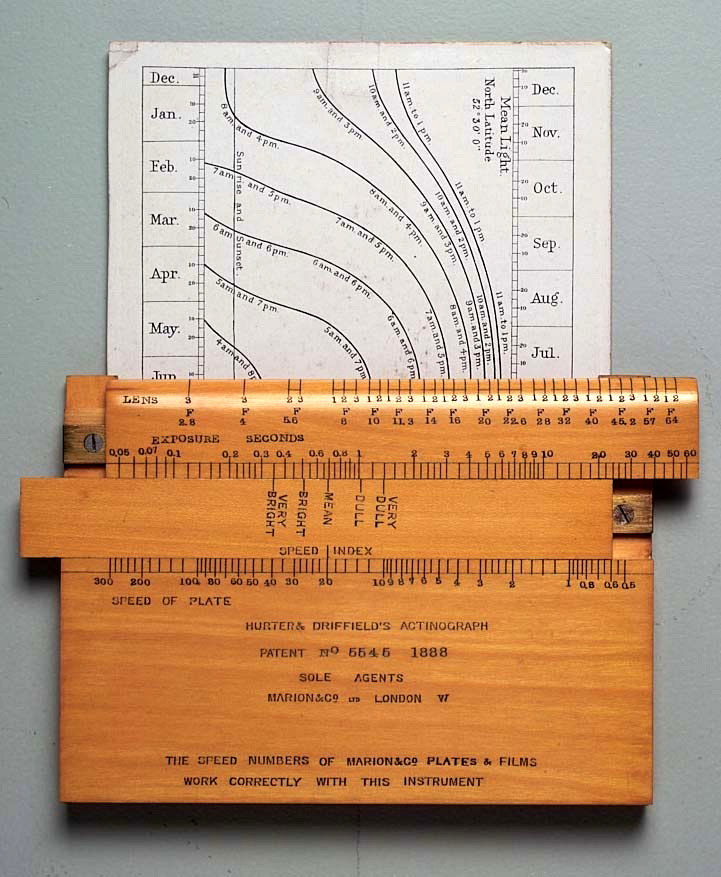
اکتینوگراف مشهور هورتر و دری‌فیلد